# Oxytropis armeniaca
Oxytropis armeniaca är en ärtväxtart som beskrevs av Dmitrii Ivanovich Sosnowsky och Mulk. Oxytropis armeniaca ingår i släktet klovedlar, och familjen ärtväxter. Inga underarter finns listade i Catalogue of Life.